# Bouenza (rivière)
La Bouenza (s’écrit également Buenza ou Bwenza) est une rivière de la République du Congo, affluent important du fleuve niari. Elle se jette dans celui-ci à Kimpombo en amont de Madingou. La rivière donne son nom à la région de la Bouenza.
Près de Mouyondzi se trouve le barrage de Moukoukoulou sur les chutes de la Bouenza. Ce barrage de 74 MW est l'un des principaux barrages hydroélectriques du pays.